# Ekloge des Theodulus

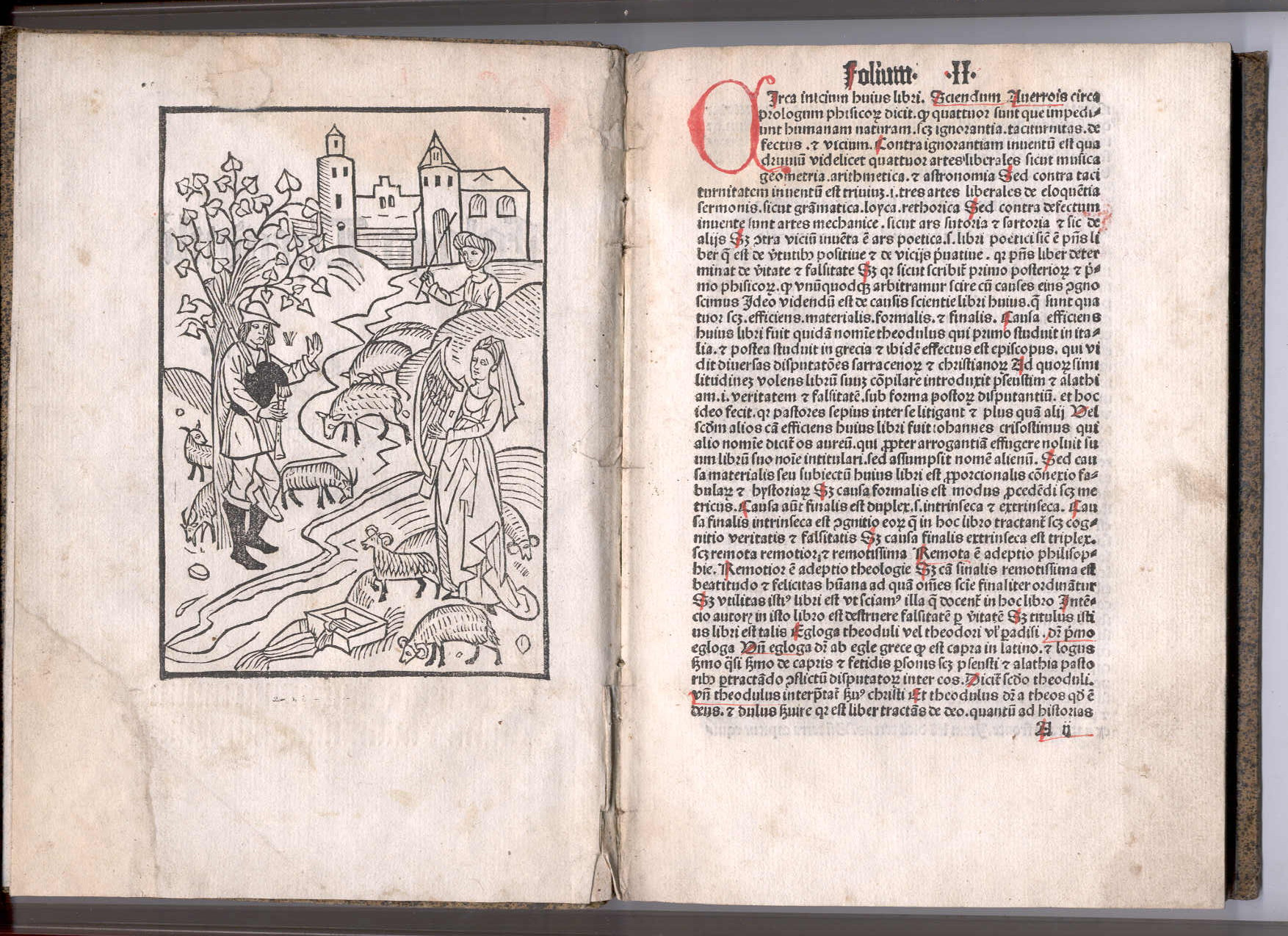
Theodulus, Ecloga; gedruckt von Konrad Kachelofen in Leipzig 1492. Die Verse sind in diesem Druck durchgehend kommentiert.

Die Ekloge des Theodulus (Latein: Ecloga Theoduli, im Frühdruck auch Egloga) ist ein vermutlich im 9. oder 10. Jahrhundert in lateinischer Sprache und in Versform abgefasster Dialog, der im Mittelalter und wohl noch bis in die Renaissance als Schultext weit verbreitet war.

## Inhalt und Verfasser
Gegenstand ist ein Streitgespräch zwischen Alathia (altgriechisch ἀλήθεια alḗtheia „Wahrheit“) und Pseustis („Falschheit, Lüge“), in dem Phronesis (Vernunft) als Schiedsrichter auftritt. Das Streitgedicht kommt in bukolischer Verkleidung daher: der mit athenischer Weisheit getränkte Hirt Pseustis und die christliche Hirtenjungfrau Alathia streiten beide für ihre Religion. Jeder heidnischen Sage setzt Alathia eine biblische Geschichte entgegen.
Der Verfassername wird als Pseudonym angesehen. Das Werk wird von manchen Autoren Gottschalk von Orbais (805–869) zugeschrieben. Der lateinische theodolus entspricht in der deutschen Übersetzung dem Namen Gottschalk (Godescalc: Diener oder Sklave Gottes). Dieser Auffassung, so Ernst Robert Curtius 1948, habe bereits Karl Strecker widersprochen und sie „als irrig dargetan“: Strecker habe das Werk vielmehr ins 10. Jahrhundert eingeordnet.

## Ausgabe.
- Konrad Goehl, Jorit Wintjes: Die ecloga des Theodulus. Übersetzt  von Konrad Goehl, mit einer Einführung und Erläuterungen von Jorit Wintjes. Baden-Baden: Deutscher Wissenschafts-Verlag,  2012, ISBN 978-3-86888-052-6
- Johann Osternacher: Theoduli ecloga. in: Jahres-Bericht des Gymn. am Kollegium Petrinum, Linz-Urfahr, 1902.
- Francesco Mosetti Casaretto: Teodulo, Ecloga. Il canto della verità e della menzogna. Florenz 1997.
- George Rigg: The Eclogue of Theodulus. A Translation. Übersetzung mit Kommentar (engl.). Universität Toronto, 2005 (online)

## Digitalisate
Exemplare Konrad Kachelofen 1489 (Ausgabe 1489 im Gesamtkatalog der Wiegendrucke (GW-Nummer M45870)):
- Stadtbibliothek (Lübeck), Digitalisat, Signatur I.-K. 1218
- Bayerische Staatsbibliothek, Digitalisat

Exemplar Konrad Kachelofen 1492 (Ausgabe 1492 im Gesamtkatalog der Wiegendrucke (GW-Nummer M45871)):  Herzog August Bibliothek, Digitalisat;